# Schloss Sturefors

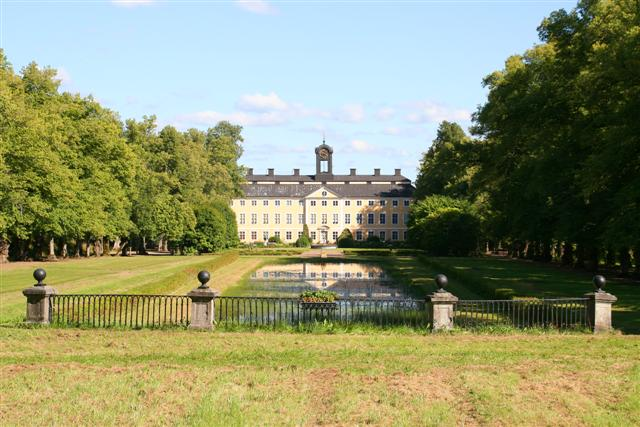
Schloss Sturefors

Das Schloss Sturefors (früher Thurefors) liegt am See Erlången in der schwedischen Gemeinde Linköping, die zur Provinz Östergötland gehört. Der Name des Schlosses kommt von Margareta Sture, Tochter von Svante Stensson Sture und der Frau des früheren Besitzers Ture Nilsson Bielke.
Das erste Schloss wurde am Ende des 16. Jahrhunderts errichtet. Von diesem Gebäude existieren nur noch wenige Teile des nördlichen Flügels. Das Hauptgebäude mit seinen drei Etagen und dem hohen Satteldach wurde von Nicodemus Tessin d. J. für den Grafen Carl Piper entworfen. Auch ein Teil des Schlossparks, mit dessen Anlage 1707 begonnen wurde, entstand nach Plänen Nicodemus Tessins nach französischem Vorbild. Später wurde der Park nach Plänen von Carl Fredrik Adelcrantz und Fredrik Adolf Ulrik Cronstedt erweitert und umgestaltet. Das Schloss zeichnet sich vor allem durch seine Einrichtung aus dem 18. Jahrhundert aus. Es hat seit 1976 den Status eines Byggnadsminne.
Das Gebäude gehörte seit 1617 dem Adelsgeschlecht Oxenstierna. 1747 ging es in den Besitz des Adelsgeschlechts Bielke über, die es heute noch bewohnt. Der heutige Besitzer ist Graf Nils Bielke. Im Schloss befindet sich eine Porträtsammlung, deren Bilder Mitglieder dieser Adelshäuser oder andere Adlige zeigen.